# Flōros Nikolaou
Flōros Nikolaou (in greco: Φλώρος Νικολάου; 12 settembre 1962) è un ex calciatore cipriota, di ruolo attaccante.

## Carriera
Ha giocato 39 partite per la Nazionale cipriota tra il 1985 e il 1992, segnando due reti.